# Alexander (Schiff)
Die Alexander war ein britischer Sträflingstransporter der First Fleet mit 452 Tonnen Verdrängung. Das Schiff wurde 1783 als Bark mit Quarterdeck in Kingston upon Hull gebaut. Sie war nicht nur das größte Transportschiff der First Fleet, sondern auch eines von zwei Schiffen, das nur männliche Sträflinge in die Sträflingskolonie Australien brachte.
Bereits ab 4. Januar 1787 sollten die ersten Sträflinge an Bord des Schiffes kommen, das im Woolwich Dockyard lag. Sie waren zu krank. Deshalb wurden 184 Strafgefangene aus dem Newgate-Gefängnis an Bord gebracht, darunter zahlreiche Personen, die danach in die Geschichte Australiens eingingen. Wegen des kalten Winters und der schlechten Unterbringungsbedingungen verstarben bereits 16 Sträflinge auf dem Schiff, bevor es am 13. Mai 1787 in Portsmouth mit 195 männlichen Sträflingen und etwa 25 bis 35 Mannschaftsmitgliedern ablegte. Von den Sträflingen starben 15 auf der Reise. Dies war die höchste Opferzahl auf den Schiffen der First Fleet, jedoch weit unter den Werten der berüchtigten Second Fleet. Die Alexander erreichte Port Jackson in Sydney am 19. Januar 1788.
Am 14. Juli des folgenden Jahres lief sie zusammen mit der Friendship wieder Richtung England aus. Auf der Alexander starben 17 Mannschaftsmitglieder an Skorbut. Nachdem auch die Mannschaft der Friendship stark von Skorbut betroffen worden war, dass nur genug arbeitsfähige Männer für ein Schiff zur Verfügung standen, übernahm man die Mannschaft der Friendship, die versenkt wurde. Die Alexander erreichte am 3. Juni 1789 England. Ihr Kapitän war Duncan Sinclair, der Schiffsarzt William Balmain (1762–1803).
Nach ihrer Ankunft wurde die Alexander von der Ostindien-Kompanie bis in die frühen 1800er Jahre gechartert und  1809 im Lloyd’s Register gestrichen.